# Polyclinum lagena
Polyclinum lagena är en sjöpungsart som beskrevs av Monniot, F. och Monniot, C. 2006. Polyclinum lagena ingår i släktet Polyclinum och familjen klumpsjöpungar. Inga underarter finns listade i Catalogue of Life.